# Чиполино
Чиполино (итал. Cipolino (cipólla - главица лука, cippolina - млади лук)) је књижевни јунак романа-бајке Ђанија Родарија (Gianni Rodari) "Чиполинови доживљаји" из 1951. године.

## Лик Чиполина
Чиполино је храбри дечак-главица лука. Дечак је нова варијанта славног јунака Карла Колодија, Пинокија.  Он је једнако непосредан, дирљив, добродушан, немиран, али притом није ћудљив и самовољан, и много мање је лаковеран. Чиполино никад никог не вара, чврсто држи дату реч и увек штити слабе.
Чиполино изгледа као и сви други дечаци, осим што му је глава облика главице лука са зеленим парима место косе. То изгледа веома симпатично, али тешко оном, ко пожели да цимне Чиполина за његове зелене чуперке. Тада из његових очију одмах потичу сузе. 
Упркос привидној бајковитости, лик Чиполина је веома веродостојан. Сви његови поступци су психолошки разумљиви. Пред читаоцем је жив дечак из обичне породице са најбољим људским осибинама. Истовремено, то је лик-симбол дечачке храбрости, детињег пријатељства и оданости.

## Дело "Чиполино"
"Чиполино" је маштовито испричана прича у којој све улоге имају различите врсте воћа, поврћа или животиња. Главни лик је лукић Чиполино  један од осморице синова оца Чиполона који је затворен јер је нехотице стао на ногу немилосрдном краљевићу Лимуну. Поучен очевим искуством, Чиполино увиђа да односи у свиету нису праведни, а ни вредности нису постављене онако како се о њима прича па тако у затвор не одлазе лопови и злочинци, већ поштени људи, а они којима би се требало клањати, због племенитог рода и достојанства, похлепни су и немилосрдни тирани и не заслужују поштовање народа. Чиполино напушта своје сиромашно село и одлази у свијет. Жели упознати и проучавати ниткове како би се знао против њих борити.